# Centre spatial Vikram Sarabhai

Le logo de l'agence spatiale indienne ISRO.

Le centre spatial Vikram-Sarabhai (en hindi : विक्रम साराभाई अंतरिक्ष केंद्र, en malayalam : വിക്രം സാരാഭായ് ബഹിരാകാശകേന്ദ്രം) est le plus gros centre de recherche de l'Organisation indienne pour la recherche spatiale (ISRO). Il est spécialisé dans l'étude des lanceurs et véhicules spatiaux destinés au programme satellitaire indien. Il est situé à Thiruvananthapuram, dans le sud de l'Inde, dans l'état du Kerala. Il a été nommé en l'honneur de Vikram Sarabhai, père du programme spatial indien.
Les premières installations du centre sont fondées en 1962 aux alentours de la base de lancement Thumba Equatorial Rocket Launching Station (en) (TERLS). 
Le centre compte environ 4 500 employés. Son directeur actuel est S. Ramakrishnan, qui a remplacé P. S. Veeraraghavan le 31 décembre 2012.

## Installations
En plus des sites de Thumba et de Veli, le centre spatial a des installations situées à Valiamala et à Vattiyoorkavu. Une usine expérimentale située à Aluva produit du perchlorate d'ammonium, un ingrédient indispensable pour les moteurs à propulsion à propergol solide. 